# Andréi Minakov
Andréi Dmítriyevich Minakov (en ruso: Андрей Дмитриевич Минаков; San Petersburgo, 17 de marzo de 2002) es un deportista ruso que compite en natación, especialista en los estilos libre y mariposa.
Ganó tres medallas en el Campeonato Mundial de Natación, en los años 2019 y 2025, siete medallas en el Campeonato Mundial de Natación en Piscina Corta, en los años 2021 y 2024, y tres medallas en el Campeonato Europeo de Natación de 2021.
Participó en los Juegos Olímpicos de Tokio 2020, ocupando el cuarto lugar en las pruebas de 100 m mariposa y 4 × 100 m estilos.
En diciembre de 2024 estableció una nueva plusmarca mundial en piscina corta del relevo 4 × 100 m estilos (3:18,68).

## Palmarés internacional
| Campeonato Mundial                  | Campeonato Mundial      | Campeonato Mundial | Campeonato Mundial   |
| Año                                 | Lugar                   | Medalla            | Prueba               |
| ----------------------------------- | ----------------------- | ------------------ | -------------------- |
| 2019                                | Gwangju (Corea del Sur) | Medalla de plata   | 100 m mariposa       |
| 2019                                | Gwangju (Corea del Sur) | Medalla de bronce  | 4 × 100 m estilos    |
| 2025                                | Singapur (Singapur)     | Medalla de oro     | 4 × 100 m estilos    |
| Campeonato Mundial en Piscina Corta |                         |                    |                      |
| Año                                 | Lugar                   | Medalla            | Prueba               |
| 2021                                | Abu Dabi (EAU)          | Medalla de oro     | 4 × 100 m libre      |
| 2021                                | Abu Dabi (EAU)          | Medalla de oro     | 4 × 50 m estilos     |
| 2021                                | Abu Dabi (EAU)          | Medalla de plata   | 4 × 50 m libre       |
| 2021                                | Abu Dabi (EAU)          | Medalla de bronce  | 100 m mariposa       |
| 2021                                | Abu Dabi (EAU)          | Medalla de bronce  | 4 × 100 m estilos    |
| 2021                                | Abu Dabi (EAU)          | Medalla de bronce  | 4 × 50 m libre mixto |
| 2024                                | Budapest (Hungría)      | Medalla de oro     | 4 × 100 m estilos    |
| Campeonato Europeo                  |                         |                    |                      |
| Año                                 | Lugar                   | Medalla            | Prueba               |
| 2021                                | Budapest (Hungría)      | Medalla de oro     | 4 × 100 m libre      |
| 2021                                | Budapest (Hungría)      | Medalla de plata   | 4 × 100 m estilos    |
| 2021                                | Budapest (Hungría)      | Medalla de bronce  | 100 m libre          |